# かごしまEチャンネル
『かごしまEチャンネル』（かごしまイーチャンネル）は、2008年10月から2012年3月まで鹿児島放送で金曜夕方に放送されていた、経済を主題とした報道番組。

## 放送時間
本番組は放送がある日にも番組表には載らず、番組表上では『KKBスーパーJチャンネル』の第1部が平常通りに17時54分まで放送ということにされていた。理由は不明。
- 毎月最終金曜 17:36 - 17:54 （2008年10月 - 2009年9月）
- 毎月第2・4金曜 17:36 - 17:54 （2009年10月 - 2012年3月） - 放送曜日を変更した週や放送そのものが中止になった週もある。

## キャスター
- 南崇臣
- 國方栄利子